# Tyson Heung
Tyson Heung (* 17. Mai 1979 in  Brampton) ist ein kanadisch-deutscher Shorttracker.
Der gebürtige Kanadier erhielt Anfang 2005 die deutsche Staatsbürgerschaft. Bei den Olympischen Winterspielen 2006 in Turin startete er über 500 und 1500 m sowie mit der Staffel. Über 500 m schied er im Vorlauf aus und wurde am Ende als 16. gewertet, auch über 1500 m konnte er das Finale nicht erreichen und kam am Ende auf den 17. Platz. Mit der Staffel, bestehend aus ihm, Thomas Bauer, André Hartwig, Arian Nachbar und Sebastian Praus, kam er am Ende auf den 7. Platz. In der Saison 2006/07 gewann er die Weltcup-Gesamtwertung über 500 m und war damit der erste Deutsche, der einen solchen Erfolg im Shorttrack erzielen konnte.
Bei der Shorttrack-Europameisterschaft 2010 in Dresden schied er über 1000 m als Vorlaufdritter aus. Mit der Staffel, bestehend aus ihm, Sebastian Praus, Paul Herrmann und Robert Seifert gewann er über 5000 m die Silbermedaille.
Heung startet für den EV Dresden.